# Aphis cornifoliae
Aphis cornifoliae är en insektsart som beskrevs av Fitch 1851. Aphis cornifoliae ingår i släktet Aphis och familjen långrörsbladlöss. Inga underarter finns listade i Catalogue of Life.